# Alexander Smit (spiritueel leraar)
Alexander (Lex) Smit, ook wel Sri Parabrahmadatta Maharaj (Rotterdam, 21 oktober 1948 - Amsterdam, 20 juni 1998) was een Nederlands spiritueel leraar en yogaleraar.

## Spiritueel leraar
Levensvragen als Wie ben ik? en Wat moet ik hier? brachten hem naar India, waar hij Sri Nisargadatta Maharaj ontmoette, bij wie hij zijn uiteindelijke onderricht ontving. Daar kreeg hij zijn spirituele naam Sri Parabrahmadatta Maharaj . (parabrahmadatta = geschenk van het absolute)
Op aangeven van Nisargadatta keerde hij terug naar Nederland om het verworven inzicht door te geven. Onder de vleugels van Wolter Keers gaf hij zijn eerste satsangs (vraag-en-antwoord-sessies). Hij deed dit eerst in 's-Hertogenbosch en later op vaste tijden in De Bilt, Utrecht, Baarn (in het huis van Rama Polderman) en tot besluit in Amsterdam, in de Amstelkerk, waar vele van zijn leerlingen en vrienden na zijn overlijden afscheid van hem hebben genomen.

## Invloed en leer
Hij noemde zich goeroe en bedoelde daarmee spirituele wegwijzer. Wie ben jij? en Wat is het doel van je komst? waren de standaardvragen die Smit bezoekers van zijn lezingen (satsangs) stelde als ze zich voor de eerste keer op een bijeenkomst meldden. Voor Nederlandse begrippen was Smit een invloedrijke jnani (meester in de jnana yoga). Paradoxaal genoeg was een van zijn credo's: 'je hebt iemand nodig die je vertelt dat je niemand nodig hebt.'
Door zijn directe benadering en het grote aantal bezoekers van zijn lezingen is Smit in Nederland een belangrijke vertegenwoordiger van de eeuwenoude Indiase Advaita Vedanta-traditie geworden. Na de oprichting van Stichting Chetana in 1983 werden zijn lezingen door deze stichting georganiseerd. De stichting gaf ook het tijdschrift Chetana uit dat vier muren maken vrij als ondertitel had. Later is de stichting omgezet in de "Advaita Foundation" die tot na zijn dood haar eigen nieuwsbrief uitgaf. Smits leerlingen als Jan Koehoorn Jan Foudraine en Philip Renard hebben Smits invloed verder verspreid via opgenomen satsangs en boeken. Sinds 2010 is het non-dualisme razendsnel populair geworden onder een groter publiek.

## Muziek
Smit was behalve Jnani een begenadigd musicus die gitaar en sarod speelde. Met zijn sarod (familie van de sitar) trad hij ook (met begeleiding) op in besloten kring.